# New Era (álbum de Revolution Renaissance)
New Era es el primer álbum álbum de estudio de la banda Revolution Renaissance. En el álbum aparecieron Michael Kiske y Tobias Sammet importantes cantantes del power metal. 

## Lista de canciones
1. "Heroes" (Sammet)
2. "I Did It My Way" (Michael Kiske)
3. "We Are Magic" (Pasi Rantanen)
4. "Angel" (Michael Kiske)
5. "Eden Is Burning" (Pasi Rantanen)
6. "Glorious and Divine" (Tobias Sammet)
7. "Born Upon the Cross" (Pasi Rantanen)
8. "Keep the Flame Alive" (Michael Kiske)
9. "Last Night on Earth" (Michael Kiske)
10. "Revolution Renaissance" (Michael Kiske)

## Miembros
- Michael Kiske - Voz
- Timo Tolkki - Guitarra
- Tobias Sammet - Voz
- Pasi Rantanen - Voz
- Mirka Rantanen - Batería
- Pasi Heikkilä - Bajo
- Joonas Puolakka - Teclados

- Datos: Q1935590